# Tympanocryptis mccartneyi
Tympanocryptis mccartneyi — вид ігуаноподібних ящірок родини агамових (Agamidae). Ендемік Австралії. Описаний у 2019 році.

## Поширення і екологія
Tympanocryptis mccartneyi мешкають на алювіальних рівнинах в околицях Батерста в Новому Південному Уельсі. Вони живуть на луках.